# 一燈園

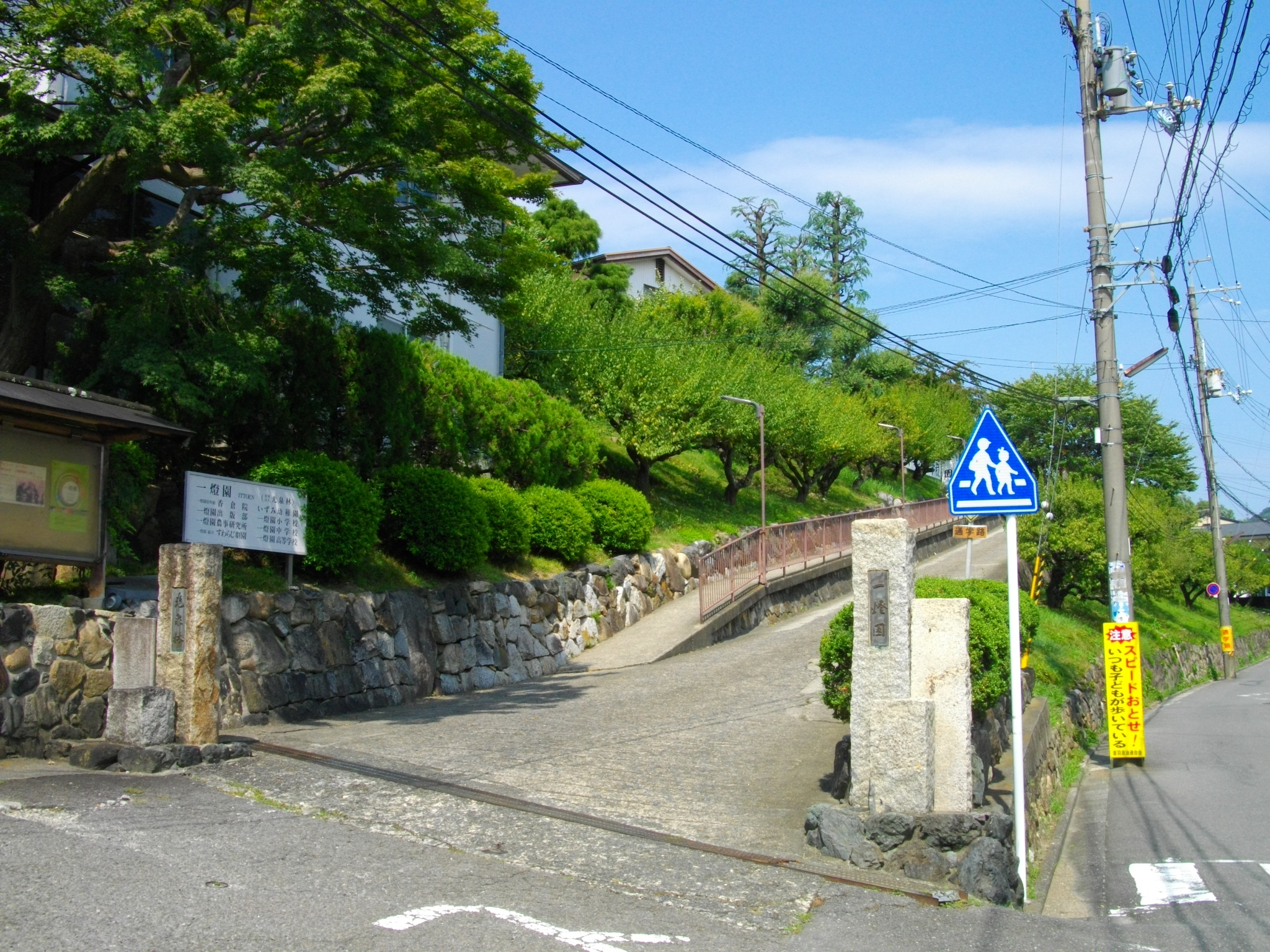
一燈園本部入口

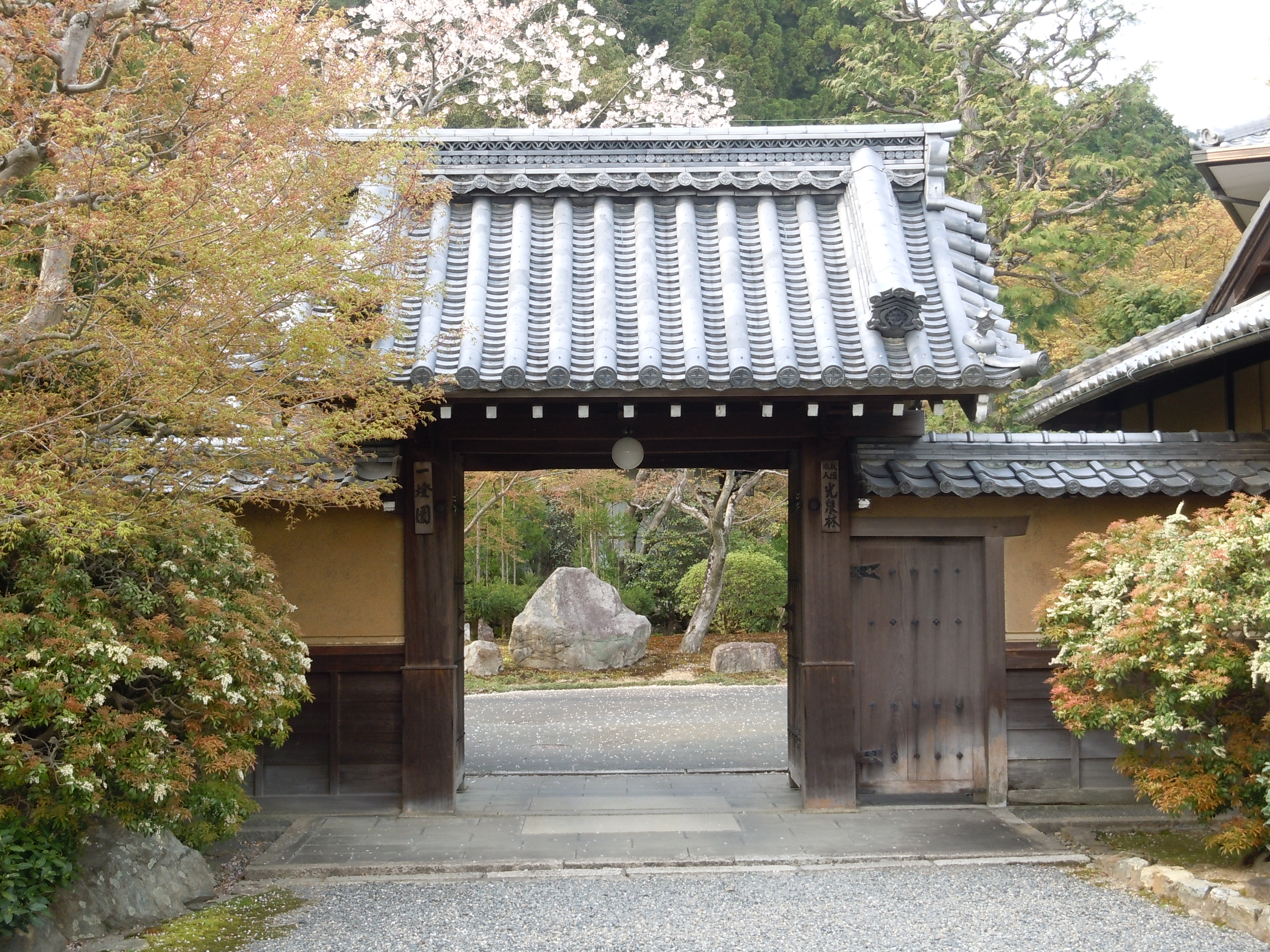
一燈園本部

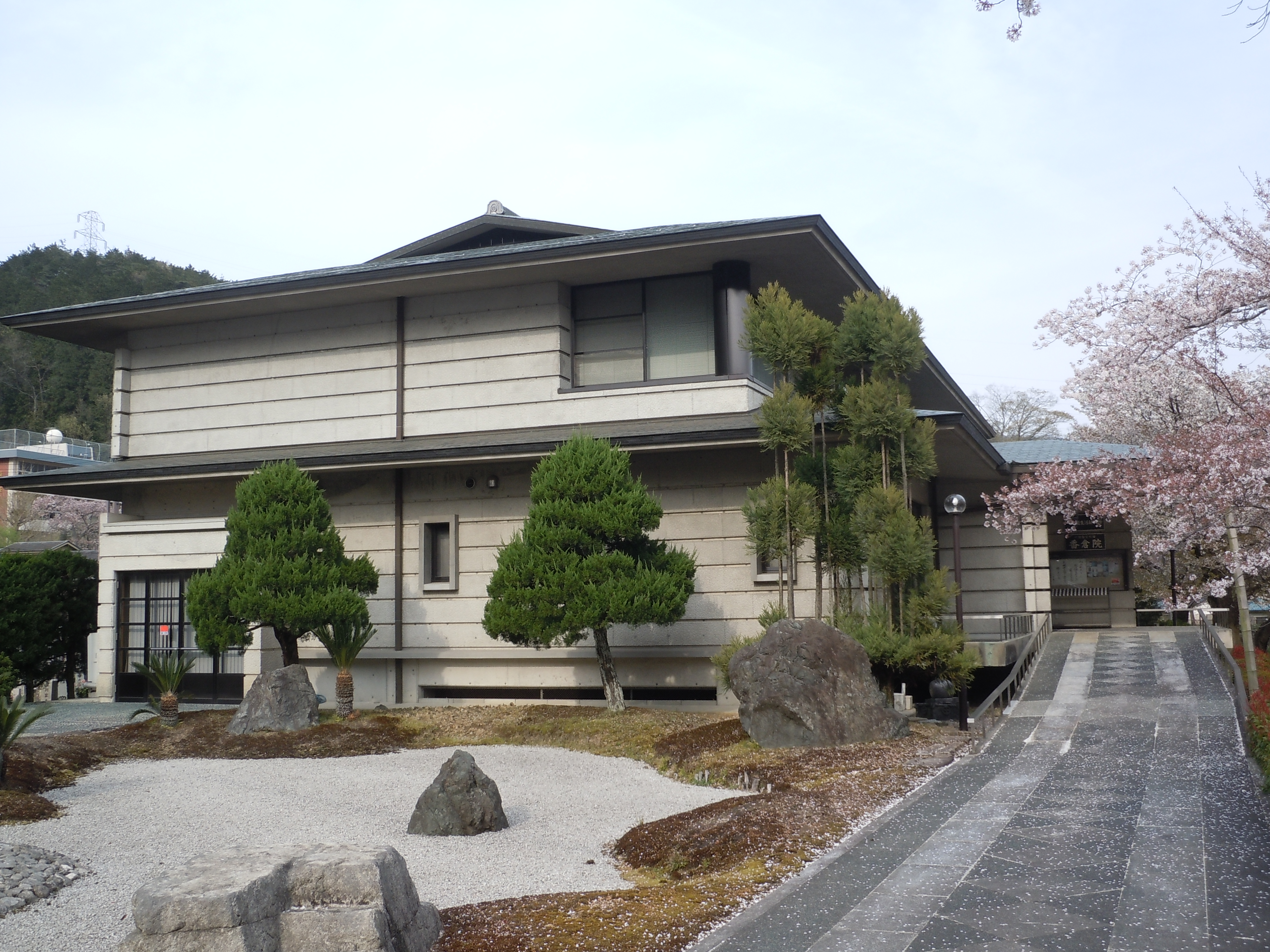
香倉院

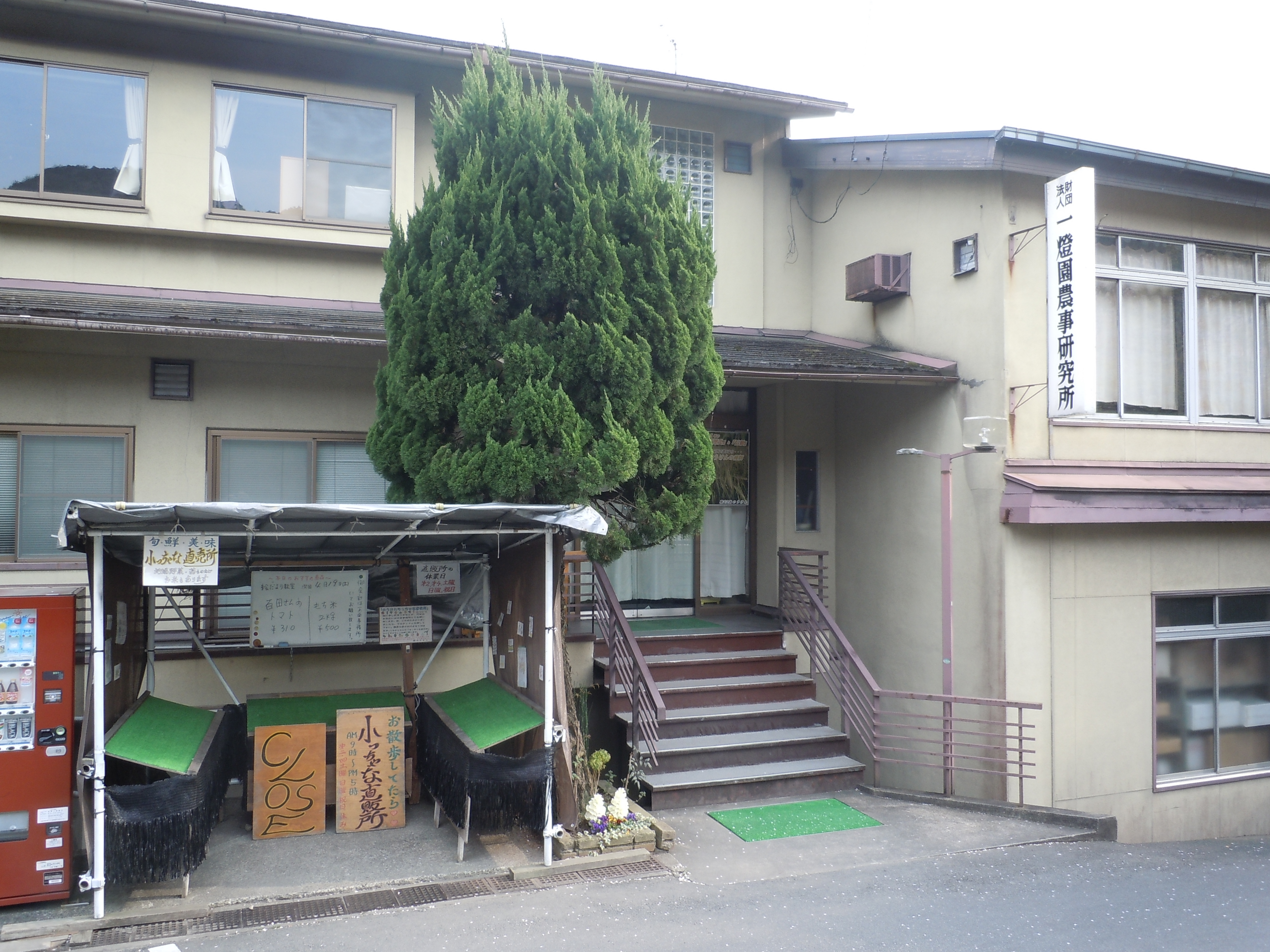
一燈園農事研究所

一燈園（いっとうえん）とは、西田天香によって明治末期に設立された懺悔奉仕団体で、京都市山科区に本部を置く。宗教法人格はもたず、法人格としての正式名称は一般財団法人懺悔奉仕光泉林（ざんげほうしこうせんりん）。現在の当番（代表者）は、創立者西田天香の孫の西田多戈止。

## 概要
- 創設：1905年（明治37年）
- 創設者：西田天香（にしだ てんこう）
- 創設者の主著書：『懺悔の生活』（春秋社刊）

一燈園とは、西田天香が始めた、争いの無い生活を実践するひとつの「道」である。一燈園はひとつの宗教ともとることができるが、特定の本尊があるわけではなく、修行者（同人と呼ぶ）は大自然（「おひかり」と呼ぶ）に向かって礼拝し、またその生活そのものを祈りとする、いわば原始宗教的なものである。同人それぞれは自身の信仰を持つことは否定されない。

### 信条
その信条は、大自然に許されて活（い）きるというものである。大自然に許されて活きるとは、母が子に母乳を与えるごとく、人は生まれると大自然からその生活の糧を与えられるのであり、様々な競い合いや争いごとをせずとも、裸一貫、無所有であっても、我執を捨てて、生きることに感謝し、それを奉仕という形で社会に還元すれば人はおのずと活かされるという信条である。

## 活動
本部では二百数十人の同人が共同生活している。また、組織形態としては、財団法人懺悔奉仕光泉林として、建築、出版、農業などの就労をしている。同人らは奉仕での働きから得た収入を自らの所有とせず（無所有奉仕）、「おひかり」に捧げ、財団法人懺悔奉仕光泉林は、その捧げられた物、金銭等を「おひかり」から預かったものとして、その信条に従い運用する（この仕組みを「宣光社」と呼ぶ）。一燈園の物や金銭の扱い方になじむ制度として、この財団法人という形態はとられてきたのである。
社会的には、京都・滋賀を始めとして、全国各地で家庭や学校、事業所等を訪問して無償で便所の掃除をすることを活動としている。訪問の際は清掃用具一式を携える。しかしながら、近年は治安も悪くなり一見の客をすんなりと家に入れることが少なくなったため、活動がやりにくくなっているが、報酬を得ずに人の嫌がる便所掃除をしてくれることに感謝の意を表する人も少なくない。

### 光友会
一燈園の精神に賛同する信徒によって「光友会」が組織されている。

### 智徳研修会
一般企業の新人研修等として、年に数回「智徳研修会」を開いている。一部の企業、生徒は年頭行願という修行を行い、トイレ掃除等を行っている。
11月にはダスキンの研修生や児童、生徒たちと共に霜月接心を行っている。この行事で一部の職員と男子生徒は大阪の三角公園（西成区）へ行願をしに行っている。

## 関連事業
- 学校法人 燈影学園 [2]
  - いずみ幼稚園 [3]
  - 一燈園小学校・中学校・高等学校
- 株式会社 のうけん [4]
- 株式会社 燈影舎 [5]
- 株式会社 燈影設計工務 [6]
- 燈影新エネルギー開発株式会社 [7]
- サンメッセ日南[8]

## すわらじ劇園
すわらじ劇園は1931年に一燈園を母体に創設された劇団。サンスクリット語で完全・自治・独立の意味がある。2003年に株式会社化。
2020年に新型コロナウイルスの全国的流行による影響で公演の中止、劇場の閉鎖、学校の休校が相次いだこともあり同年8月末で解散した。劇団員は最盛期には40人ほど所属しており解散時の劇団員は8人であった。

## その他
- 創始者の西田天香は、1947年の第1回参院選に一燈園公認として「国民総懺悔」を唱え立候補し、当選。1期6年を務めた。会派は緑風会に属した。
- なお、大分県別府市にある社会福祉法人一燈園とは名称が似ているが無関係。

## 関連文献
- CiNii>一燈園

### 企業
- ダスキン（創業者鈴木清一が西田天香に師事していた）
- ダイケンビルサービス（創業者丸橋博行が信仰、光友会4代当番を務めた）

### 人物
- 倉田百三（一時期、園で修行。その体験を元に書いた『出家とその弟子』がベストセラーに）
- 尾崎放哉（一時期、園で修行。随筆「灯」にて園での思い出を綴っている[10]）
- 河村みゆき（一時期、園で修行）
- 持田勝穂（一時期、園で修行）
- 石川洋 (思想家)（西田天香の弟子）
- 岡崎久次郎（一時期、園で修行した長男のために「光の村」を設立）